# MTFR2
MTFR2 (англ. Mitochondrial fission regulator 2) – білок, який кодується однойменним геном, розташованим у людей на 6-й хромосомі. Довжина поліпептидного ланцюга білка становить 385 амінокислот, а молекулярна маса — 43 384.
| 10         |  | 20         |  | 30         |  | 40         |  | 50         |
| ---------- |  | ---------- |  | ---------- |  | ---------- |  | ---------- |
| MSLILNILRE |  | MLEYFGVPVE |  | QVLLIWENKD |  | YGSTRSIVRI |  | IGKMLPLEPC |
| RRPNFELIPL |  | LNSVDSDNCG |  | SMVPSFADIL |  | YVANDEEASY |  | LRFRNSIWKN |
| EEEKVEIFHP |  | LRLVRDPLSP |  | AVRQKETVKN |  | DLPVNEAAIR |  | KIAALENELT |
| FLRSQIAAIV |  | EMQELKNSTN |  | SSSFGLSDER |  | ISLGQLSSSR |  | AAHLSVDPDQ |
| LPGSVLSPPP |  | PPPLPPQFSS |  | LQPPCFPPVQ |  | PGSNNICDSD |  | NPATEMSKQN |
| PAANKTNYSH |  | HSKSQRNKDI |  | PNMLDVLKDM |  | NKVKLRAIER |  | SPGGRPIHKR |
| KRQNSHWDPV |  | SLISHALKQK |  | FAFQEDDSFE |  | KENRSWESSP |  | FSSPETSRFG |
| HHISQSEGQR |  | TKEEMVNTKA |  | VDQGISNTSL |  | LNSRI      |  |            |

A: Аланін

C: Цистеїн

D: Аспарагінова кислота

E: Глутамінова кислота

F: Фенілаланін

G: Гліцин

H: Гістидин

I: Ізолейцин

K: Лізин

L: Лейцин

M: Метіонін

N: Аспарагін

P: Пролін

Q: Глутамін

R: Аргінін

S: Серин

T: Треонін

V: Валін

W: Триптофан

Кодований геном білок за функцією належить до фосфопротеїнів. 
Задіяний у таких біологічних процесах, як ацетилювання, альтернативний сплайсинг. 
Локалізований у мітохондрії.